# Penselwood
Penselwood est un village et une paroisse civile du Somerset, en Angleterre. Il se situe dans le sud-est du comté, non loin de la frontière avec le Wiltshire et le Dorset. Au moment du recensement de 2001, il comptait 275 habitants.
Au nord du village se trouve Kenwalch's Castle, un fort de l'Âge du fer.